# Velika Štanga
Velika Štanga este o localitate din comuna Šmartno pri Litiji, Slovenia, cu o populație de 94 de locuitori.